# Pirzola
Pirzola o Kuzu pirzola (pirzola de xai) són costelles de xai a la cuina turca. Es preparen a la graella o fregides. La paraula turca pirzola ve de l'italià brasare (rostit, graellar) o braciola (costella). Les pirzoles gairebé sempre se serveixen amb farigola, pebre roig (o pul biber) i comí a sobre.
La pirzola és coneguda fora de Turquia també. La pirzola servida en un restaurant turc en Nova York ha estat esmentada a New York Times i el plat també se serveix en restaurants de Londres, Dundee (Escòcia), West Haven (Connecticut), o Addis Abeba (Etiòpia).
L'escriptor C. Y. Gopinath, en el seu llibre "Travels with the Fish" (p. 205) diu: «En un restaurant a Kütahya una nit, vaig tornar a descobrir les costelles de xai, el que els turcs anomenen pirzola. (At a restaurant in Kütahya one evening, I rediscovered the lamb chops, what the Turks call pirzola.)»
La Prof. Dra. Canan Karatay, inventora de la dieta Karatay recomana menjar plats de carn de la cuina turca tradicionals com la pirzola, però sense marinar i al forn, per a aprimar-se.